# (1495) Helsinki
(1495) Helsinki – planetoida z pasa głównego asteroid okrążająca Słońce w ciągu 4 lat i 106 dni w średniej odległości 2,64 au. Została odkryta 21 września 1938 roku w Obserwatorium Iso-Heikkilä w Turku przez Yrjö Väisälä. Nazwa planetoidy pochodzi od Helsinek, stolicy Finlandii. Przed nadaniem nazwy planetoida nosiła oznaczenie tymczasowe (1495) 1938 SW.